# Diözese Graz-Seckau
Die Diözese Graz-Seckau (lat.: Dioecesis Graecensis-Seccoviensis) ist eine österreichische römisch-katholische Diözese, die zur Kirchenprovinz Salzburg gehört und das Bundesland Steiermark umfasst.

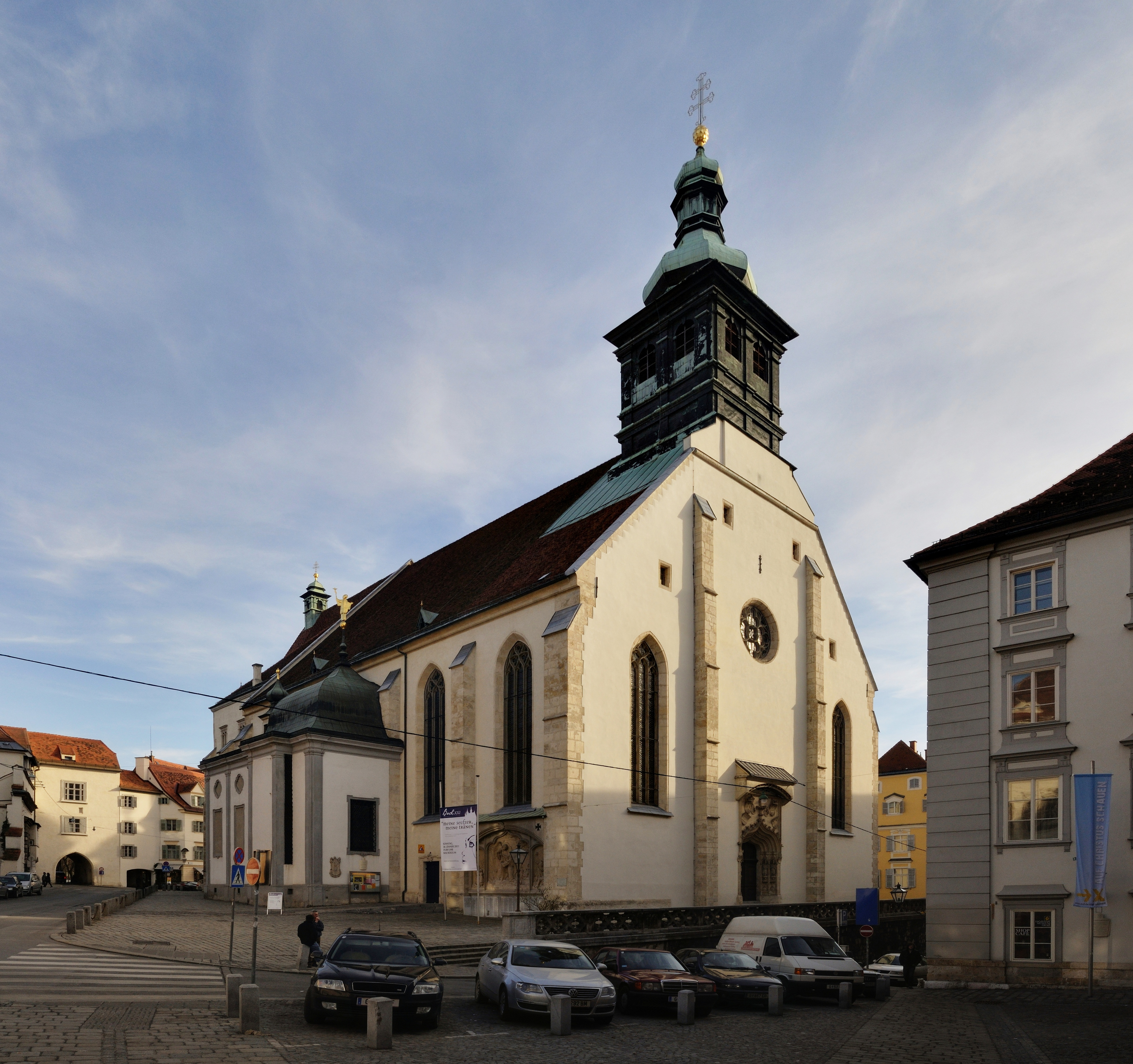
Grazer Dom

## Geschichte

### Bistum Seckau
1218 gründete der Salzburger Erzbischof Eberhard II. das Bistum Seckau, das damit nach Gurk (1072) und Chiemsee (1215) das dritte Salzburger Suffraganbistum (als Eigenbistum) war. 1228 folgte, als viertes Suffraganbistum, noch das Bistum Lavant in St. Andrä im Lavanttal.
Der Sitz des Bistums war bis 1782 das ehemalige obersteirische Augustiner-Chorherrenstift und nunmehrige Benediktinerkloster Seckau (Bezirk Murtal) mit der Stiftskirche Seckau als Kathedralkirche. Die Wahl und Einsetzung des Seckauer Bischofs oblag dem Salzburger Erzbischof. Der Seckauer Bischof war auch Vikar für das Herzogtum Steiermark.
Das ursprüngliche, jedoch keineswegs zusammenhängende, Territorium umfasste lediglich 13 Pfarren und reichte von Seckau über die Stubalpe bis ins Kainachtal bzw. wieder bei Wildon an die Mur. Von Anbeginn der Bistumsgründung residierten die Seckauer Bischöfe nicht im obersteirischen Stift Seckau, sondern auf Schloss Seggau bei Leibnitz in der Südsteiermark, fallweise auch in Graz. Auch die meisten Bischofsweihen bis ins 18. Jahrhundert fanden auf Schloss Seggau statt. Lediglich die Begräbnisstätte der Bischöfe befand sich in der Obersteiermark unmittelbar neben der Stiftskirche von Seckau.
Die Bischöfe von Seckau trugen im Heiligen Römischen Reich den Titel eines Fürstbischofs. Der Gebrauch dieses Titels sowie die Verwendung der damit verbundenen weltlichen Würdezeichen (wie Fürstenhut und -mantel) wurde 1951 durch Papst Pius XII. auch formell abgeschafft.

### Bistum Graz-Seckau

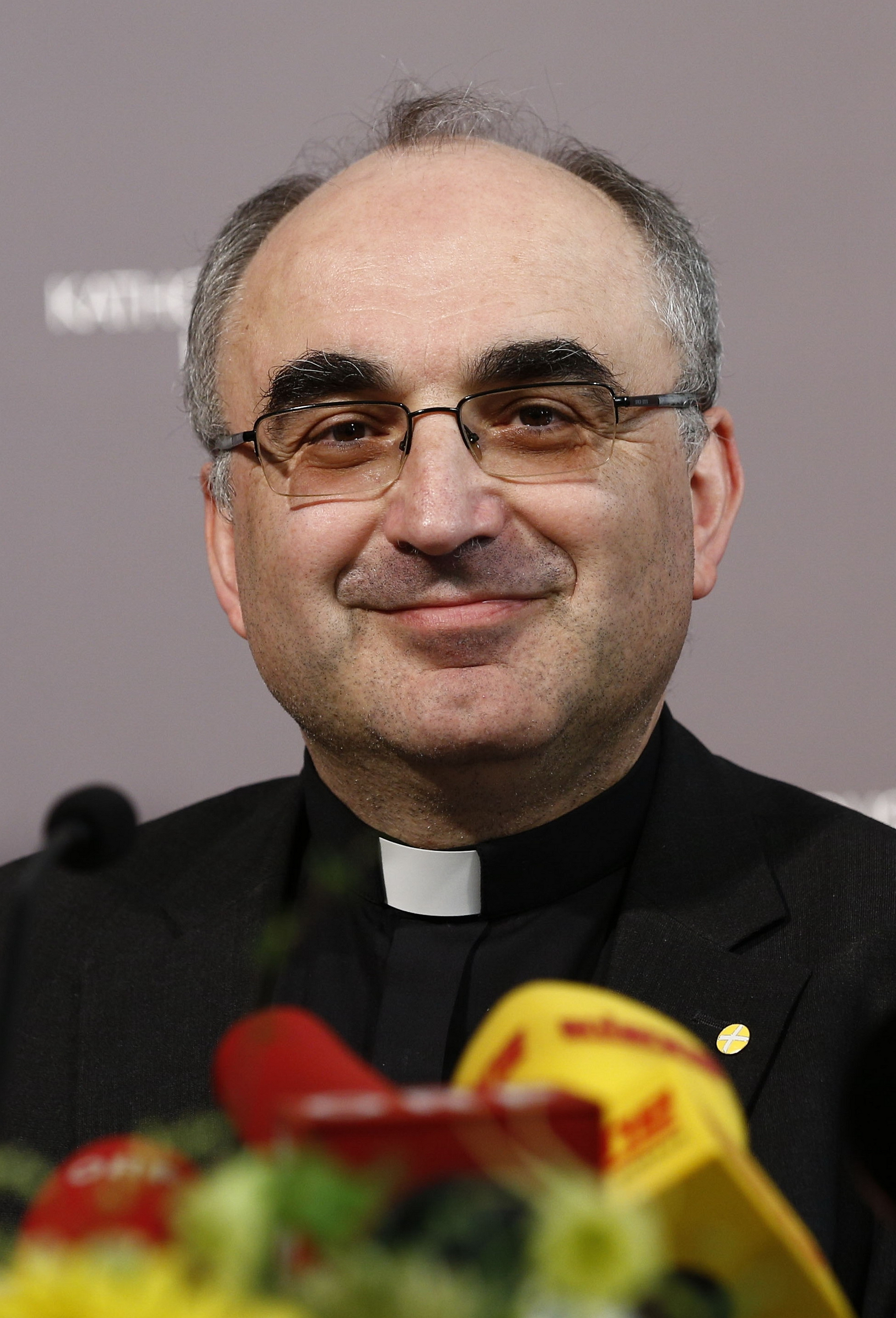
Diözesanbischof Wilhelm Krautwaschl

1786 wurde der Bischofssitz nach Graz verlegt, die bisherige Pfarrkirche zum heiligen Ägydius wurde als Domkirche zum heiligen Ägydius zum Grazer Dom. Mit der Einverleibung der Diözese Leoben im Jahr 1859 entsprechen die Diözesangrenzen im Wesentlichen denen des heutigen Bundeslandes Steiermark. Für die Untersteiermark (seit 1919 ein Teil Sloweniens) wurde 1859 das Bistum Lavant nach Marburg verlegt. 
Erst 1933 wurde das Investiturrecht der Salzburger Erzbischöfe im Österreichischen Konkordat aufgehoben. Seit 1963 heißt die Diözese offiziell Graz-Seckau.
Die Ernennung des derzeitigen Bischofs von Graz-Seckau, Wilhelm Krautwaschl, durch Papst Franziskus erfolgte am 16. April 2015 und wurde am selben Tag durch ein Bulletin des Heiligen Stuhls bekanntgegeben. Die Bischofsweihe durch den Erzbischof von Salzburg, Franz Lackner, fand am 14. Juni 2015 im Grazer Dom statt.

## Patronat
Die Diözesanpatrone sind der heilige Rupert und der heilige Virgil.

## Bilder zur Geschichte

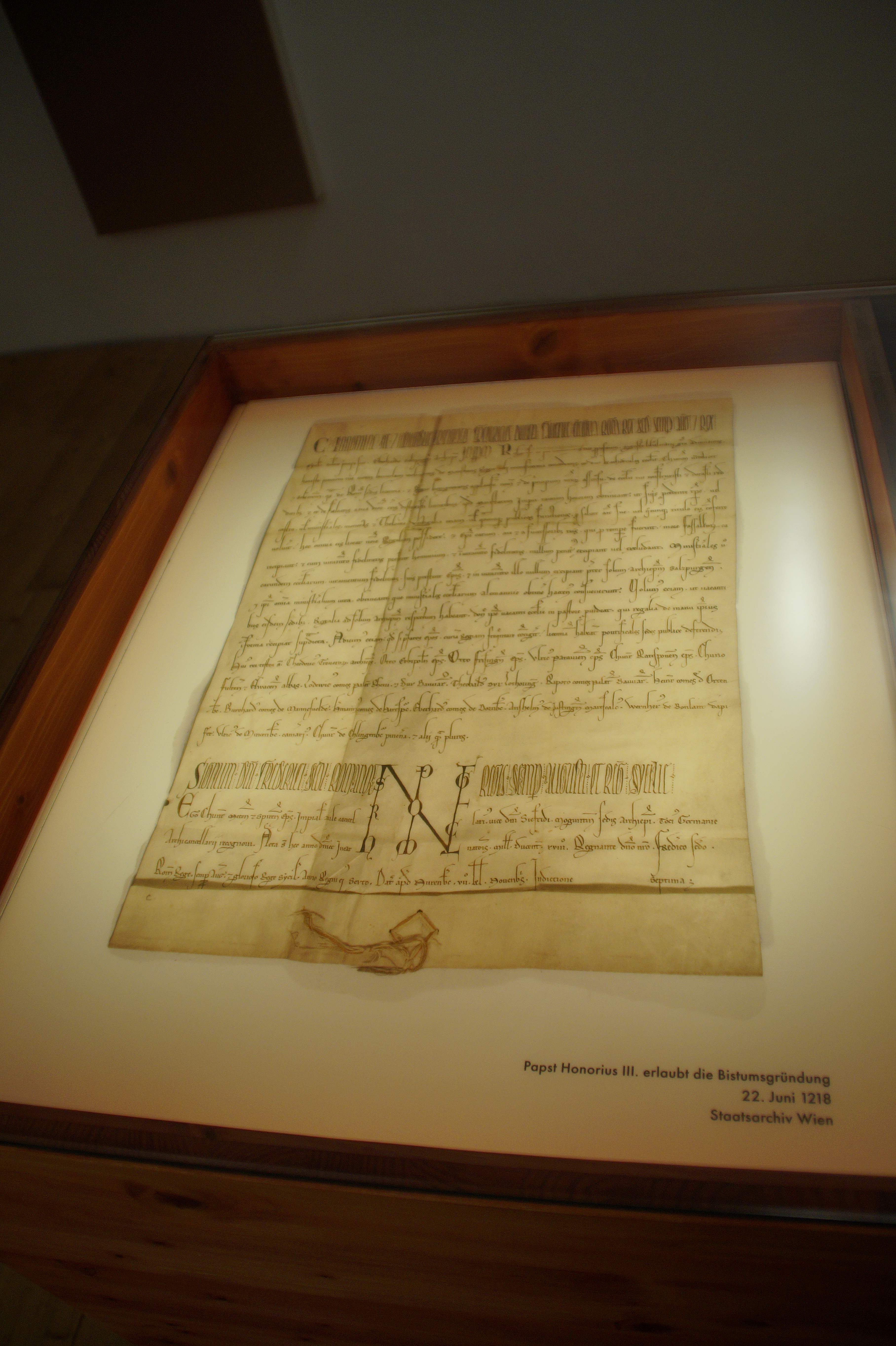
Papst Honorius III. gestattet die Gründung des Bistums Seckau am 22. Juni 1218.
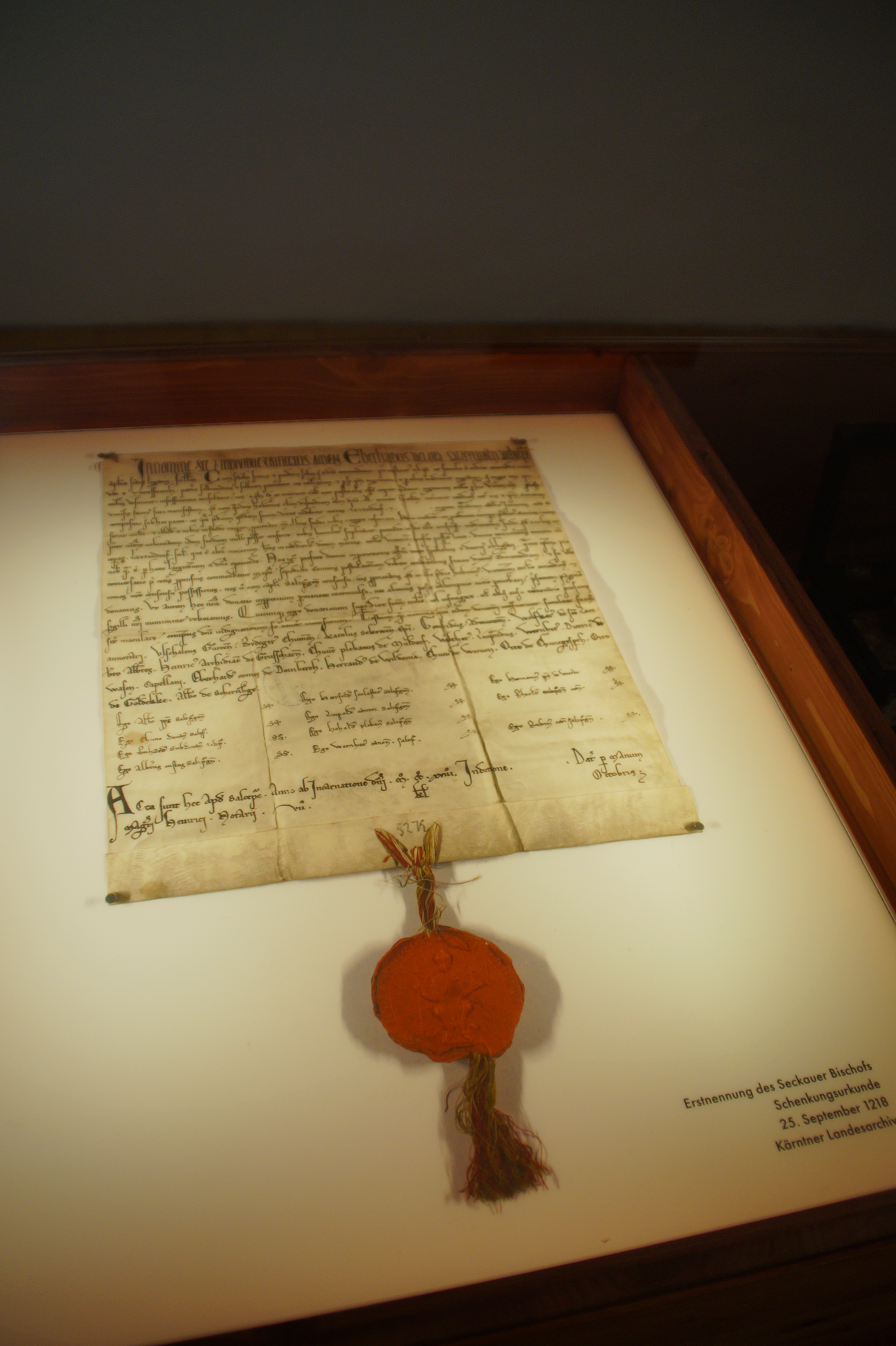
In einer Schenkungsurkunde vom 25. September 1218 wird der Seckauer Bischof erstmals erwähnt.
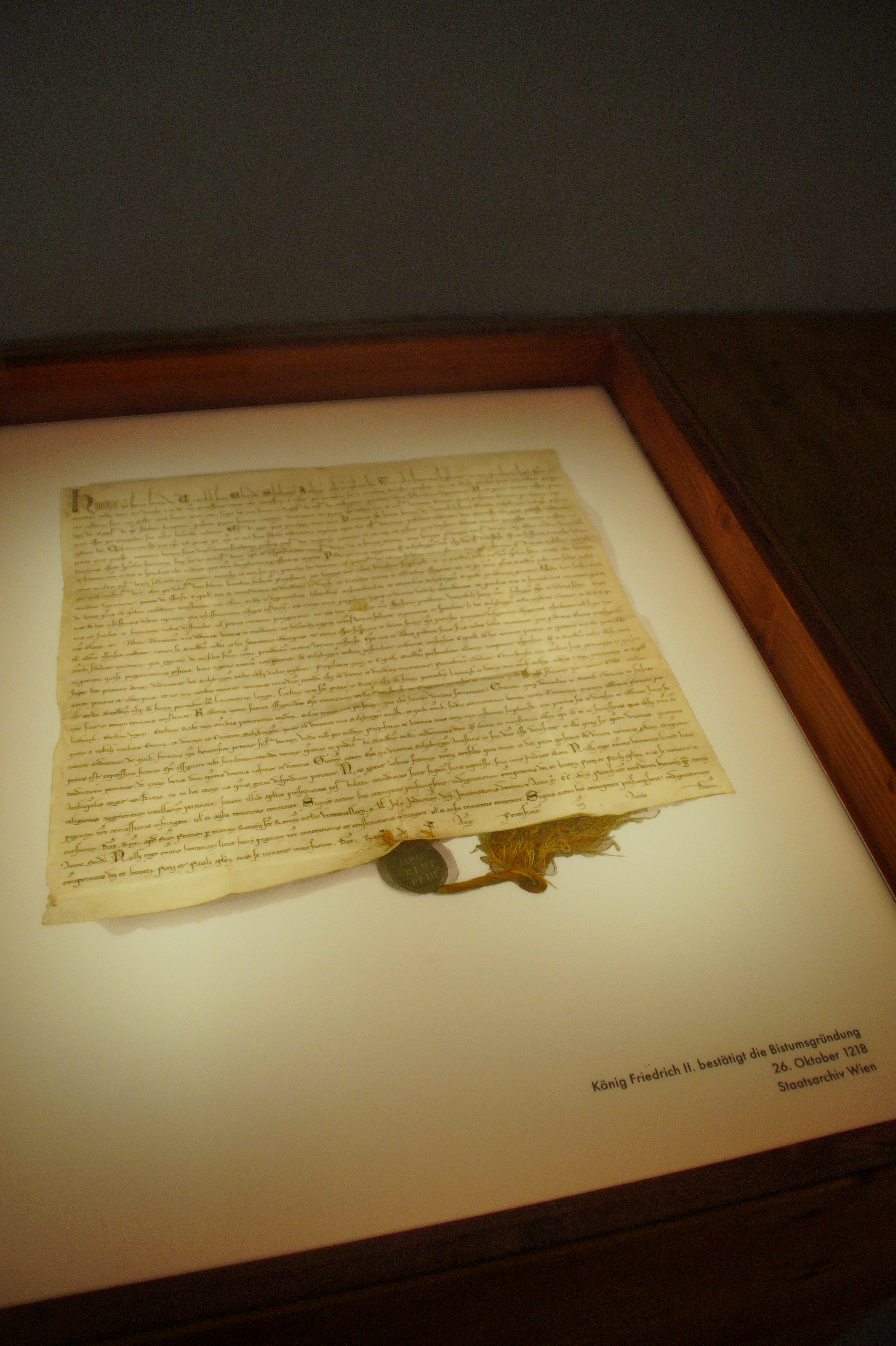
König Friedrich II. bestätigt die Gründung des Bistums am 26. Oktober 1218.
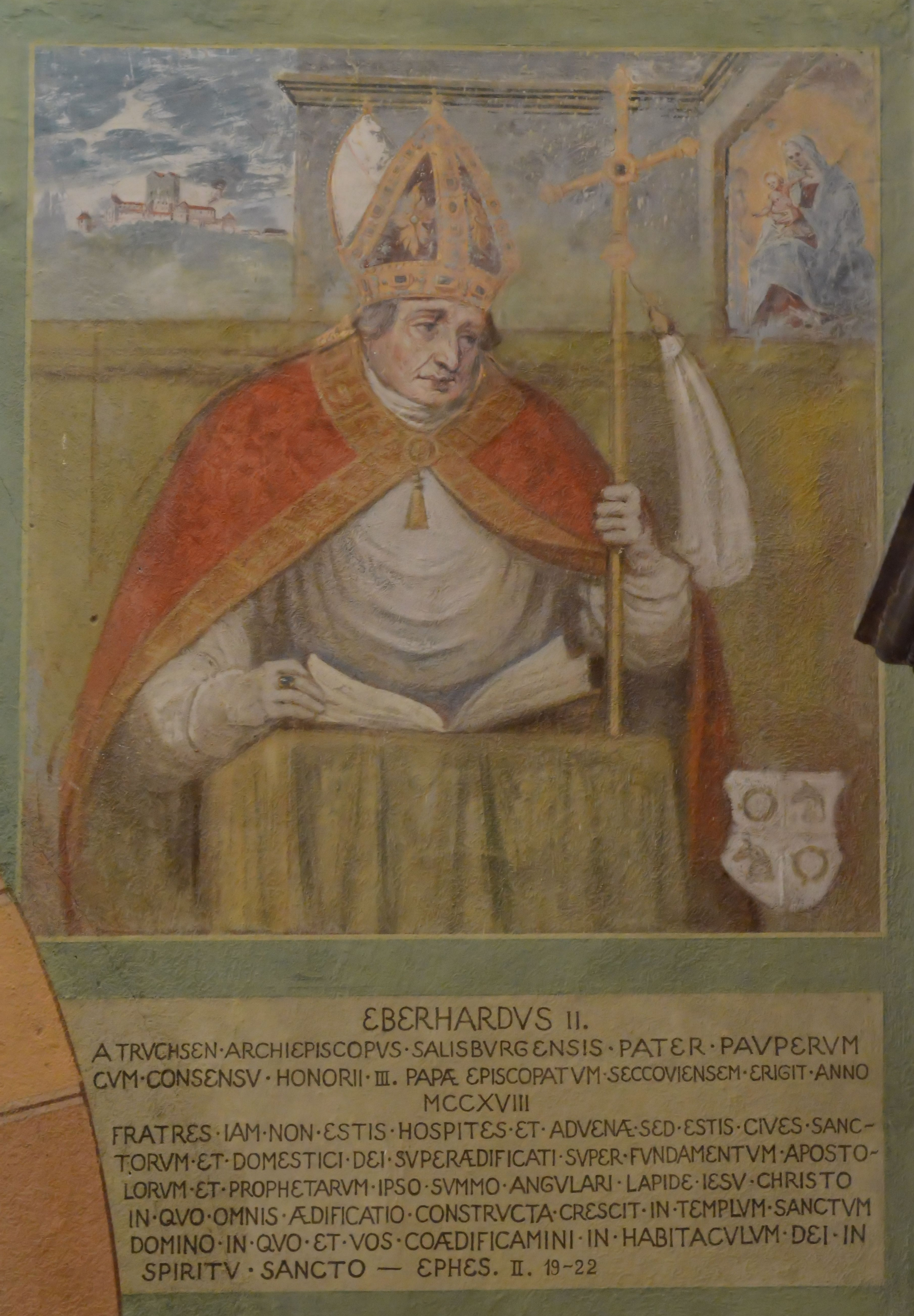
Erzbischof Eberhard II. von Salzburg, Gründer der Diözese. Halbfigurporträt-Darstellung in der Bischofskapelle der Basilika Seckau (um 1595)
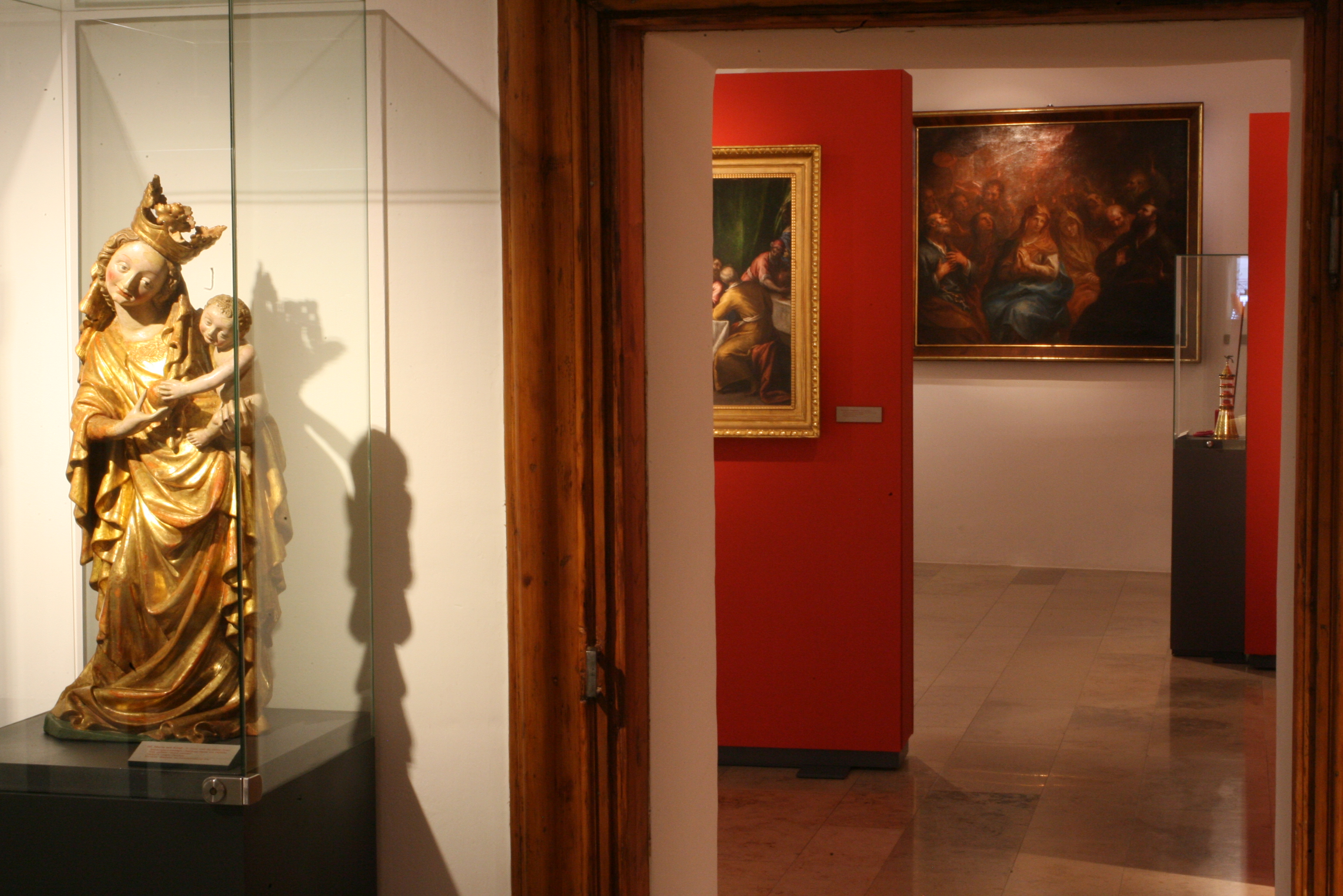
Das Diözesanmuseum, seit 2010 im Priesterseminar der Diözese
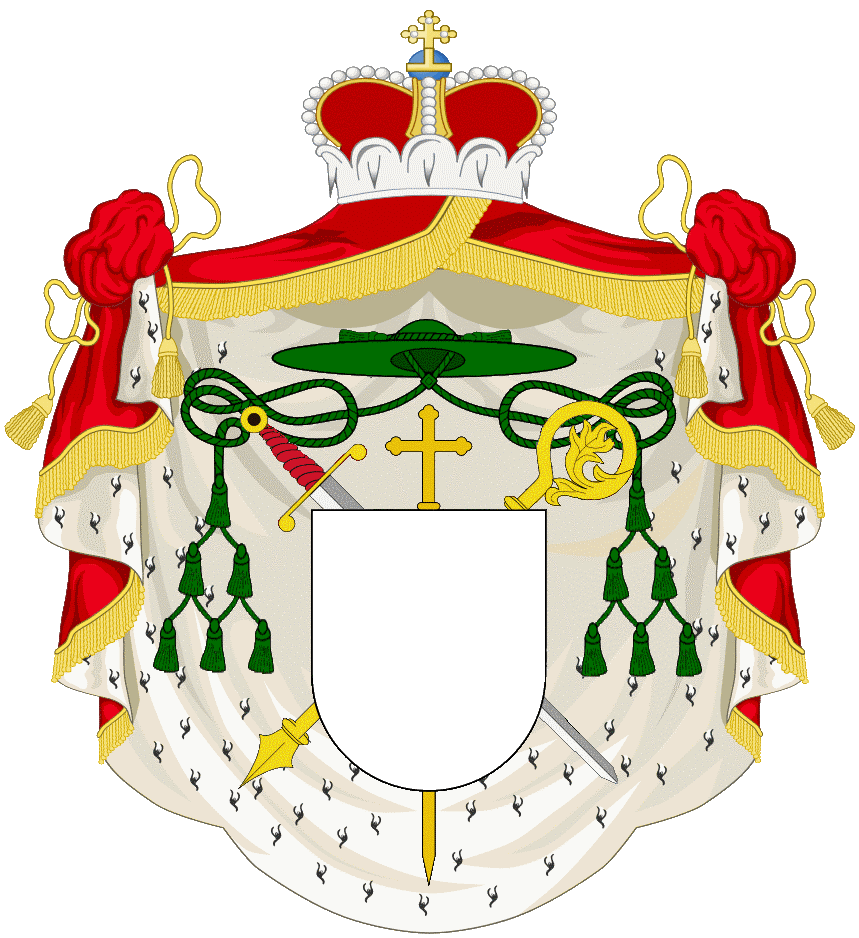
Wappen eines Fürstbischofs mit fürstlichen und bischöflichen heraldischen Würdezeichen
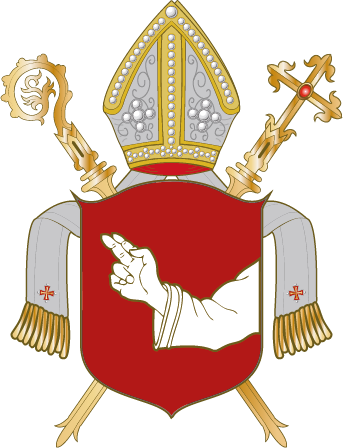
Wappen der Diözese Graz-Seckau

## Medien
Über den Katholischen Medien Verein Privatstiftung hält die Diözese 98,33 % der Anteile der Styria Media Group. Das Sonntagsblatt (vollständiger Name: Sonntagsblatt für Steiermark) ist die Wochenzeitung der  Diözese Graz-Seckau. Seit 1984 ist Herbert Meßner ihr Chefredakteur.